# Elkin (Karolina Północna)
Elkin – miasto w Stanach Zjednoczonych, w stanie Karolina Północna, w hrabstwie Wilkes.